# Per Landgren
Per Lennart Landgren, född 14 januari 1958 i Mariestad, Skaraborgs län (Västergötland), är en svensk politiker (kristdemokrat) och idéhistoriker. Han var ordinarie riksdagsledamot 1998–2006, invald för Göteborgs kommuns valkrets. Han är (2022) ersättare i partistyrelsen för Kristdemokraterna.

## Biografi
Landgren var ordinarie riksdagsledamot 1998–2006. Under senare delen av denna tid drev han bloggen Landgren i politiken, där han redogjorde för olika delar av sitt politiska arbete. I riksdagen var han ledamot i finansutskottet 1998–2002 och skatteutskottet 2002–2006. Han var även suppleant i riksbanksfullmäktige 2006–2008 och 2011–2014, samt föreslogs till en tredje plats på valsedeln till 2009 års val till Europaparlamentet.
Han har avlagt filosofie licentiatexamen i latin och disputerade för filosofie doktorsexamen 2008 i idé- och lärdomshistoria vid Göteborgs universitet med avhandlingen "Det aristoteliska historiebegreppet. Historieteori i renässansens Europa och Sverige".
Han belyser politikens beroende av etik och människosyn samt analyserar gärna ur ett kristet perspektiv vilken människosyn och etik som ligger bakom olika politiska ställningstaganden. Hans etiska grundsyn är en etisk realism i den naturrättsliga och kristna idétraditionen. Han var till exempel drivande i avskaffandet av den enligt honom orättfärdiga fastighetsskatten och arvsskatten. Han har i statliga utredningar och i massmedia agerat mot embryodestruktion och embryonal stamcellsforskning, och har arbetat för att säkra kristna minoriteters rättigheter i olika länder. I samband med att äktenskapsbalken skulle omarbetas lämnade han med Mikael Oscarsson en motion som förespråkade folkomröstning i det fall att regeringens utredning skulle föreslå ett könsneutralt äktenskap. Landgren har även skrivit en riksdagsmotion om ursprungsfrågor i skolan.
Han har utgivit flera böcker, bland annat Fundamentalism? (1989), Vetenskap – evolution – skapelse – gudstro (2002) samt Kloning och människovärdet (2003).
Han är redaktör för antologin Kristdemokrati: Människosyn, etik, politik (2022), som enligt förlaget diskuterar den politiska filosofin och historien bakom en politisk rörelse som präglat Europas utveckling efter andra världskriget. I boken medverkar bland andra Stefan Attefall, Marcus Jonsson, Kjell O. Lejon, Charlotta Levay och Lennart Sacrédeus.